# Elisabeth Waldheim
Pour les articles homonymes, voir Waldheim (homonymie).
Elisabeth Waldheim, née Ritschel le 13 avril 1922 à Vienne et morte le 28 février 2017 dans la même ville, est l'épouse de Kurt Waldheim, ancien secrétaire général des Nations unies et président fédéral d'Autriche, duquel elle partage la vie de 1944 à la mort de celui-ci en 2007.
Par son mariage, elle est la première dame d'Autriche du 8 juillet 1986 au 8 juillet 1992, c'est-à-dire durant la présidence de son mari.

## Biographie
Née à Vienne, elle est l'aînée des trois filles de Wilhelm Ritschel et de sa femme Hildegarde. Son père, officier militaire dans l'armée impériale, est devenu homme d'affaires après la chute de l'empire des Habsbourg. Elisabeth a reçu son nom de l'ancienne impératrice autrichienne Élisabeth de Wittelsbach et était même surnommée « Sissy ». 
Elisabeth a étudié le droit à l'université de Vienne, où elle a rencontré Kurt Waldheim pour la première fois. Ils se sont mariés à Vienne le 19 août 1944, au milieu de la Seconde Guerre mondiale. Leur première fille Lieselotte est née en 1945. 
Elisabeth a renoncé à son propre travail pour soutenir la carrière diplomatique et politique de son mari, devenu le ministre autrichien des Affaires étrangères et secrétaire général des Nations unies. En 1986, il a été élu président fédéral de l'Autriche et elle est devenue première dame d'Autriche. 
Le couple a eu trois enfants : une fille, Lieselotte Waldheim-Natural, qui travaille aux Nations unies, une autre fille, Christa Waldheim-Karas, qui est devenue artiste et a épousé Othmar Karas, un député européen de nationalité autrichienne, et un fils, Gerhard Waldheim, qui est un banquier d'investissement. 
Elisabeth Waldheim parlait l'allemand, l'anglais et le français. Selon Dan van der Vat, Elisabeth Waldheim était une nazie convaincue. Elle était également la fille d'un nazi autrichien.